# Nicki Aycox
Nicki Lynn Aycox (Hennessey (Oklahoma), 26 mei 1975 – 16 november 2022) was een Amerikaans actrice.

## Biografie
Aycox stamde af van de indianen. Naast Engels sprak zij ook vloeiend Duits.
Aycox kreeg in 2020 te horen dat zij leed aan leukemie, en op 16 november 2022 stierf zij op 47-jarige leeftijd hieraan.

## Filmografie

### Films
Uitgezonderd korte films.
- 2016 The Girl on the Train - als Lexi
- 2014 Dead on Campus - als Danielle Williams
- 2013 Profile for Murder – als Jackie
- 2013 The Girl on the Train – als Lexi
- 2013 The Employer – als Maggie Jordan
- 2011 Beyond the Backboard – als Candy
- 2011 Ticking Clock – als Polly
- 2010 Lifted – als Lisa Matthews
- 2010 Christina – als Christina Vogel
- 2009 Tom Cool – als Bridget
- 2008 Animals – als Nora
- 2008 Joy Ride: Dead Ahead – als Melissa
- 2008 The X-Files: I Want to Believe – als Cheryl Cunningham (tweede slachtoffer)
- 2007 Perfect Stranger – als Grace
- 2004 Dead Birds – als Annabelle
- 2003 Momentum – als Tristen Gelger
- 2003 Jeepers Creepers 2 – als Minxie Hayes
- 2002 Slap Her... She's French – als Tanner Jennings
- 2001 Rave Macbeth – als Lidia
- 2000 Crime + Punishment in Suburbia – als Cecil
- 1999 Cruel Justice – als Amy Metcalf
- 1999 The Dogwalker – als Susan
- 1997 Double Tap – als tiener
- 1997 Defying Gravity – als Gretchen

### Televisieseries
Uitgezonderd eenmalige gastrollen.
- 2009 – 2010 Dark Blue – als Jaimie Allen – 20 afl.
- 2004 – 2010 Cold Case – als Christina Rush – 12 afl.
- 2006 – 2008 Supernatural – als Meg Masters – 5 afl.
- 2005 Over There – als Brenda Mitchell – 11 afl.
- 2004 – 2005 Lax – als Christine – 3 afl.
- 2002 – 2004 Ed – als Stella Vessey – 6 afl.
- 1999 Providence – als Lily Gallagher – 7 afl.
- 1998 Significant Others – als Brittany – 3 afl.
- 1997 USA High – als Katherine Hanley – 2 afl.